# Margaret Ringenberg
Margaret Ringenberg, född 17 juni 1921 i Fort Wayne, Indiana, USA, död 28 juli 2008 i Oshkosh, Wisconsin, USA, var en amerikansk pilot. Ringenberg gjorde sin första ensamflygning 1941 och deltog från 1943 i andra världskriget, dock ej som stridspilot. Hon arbetade sedan som flyginstruktör och var tävlingspilot.